# Пелликан, Хенк
Хе́ндрикус Адриан Хе́нк Пелликан (нидерл. Hendricus Adriaan Henk Pellikaan; 10 ноября 1910, Лердам, Южная Голландия — 24 июля 1999, Тилбург, Северный Брабант) — нидерландский футболист, играл на позиции полузащитника. Участник чемпионата мира 1934 года.

## Биография

### Игровая карьера
Всю футбольную карьеру, насчитывающую 17 сезонов, играл за клуб ЛОНГА.
В составе сборной Нидерландов принимал участие на чемпионате мира 1934 года, где сыграл в мачте со сборной Швейцарии, который закончился поражением голландцев со счётом 3:2. Всего за сборную Нидерландов сыграл 13 матчей, в которых не отметился забитыми мячами.

### Смерть
Скончался 24 июля 1999 года в Тилбурге в возрасте 88 лет.